# Rezerwaty przyrody w województwie małopolskim

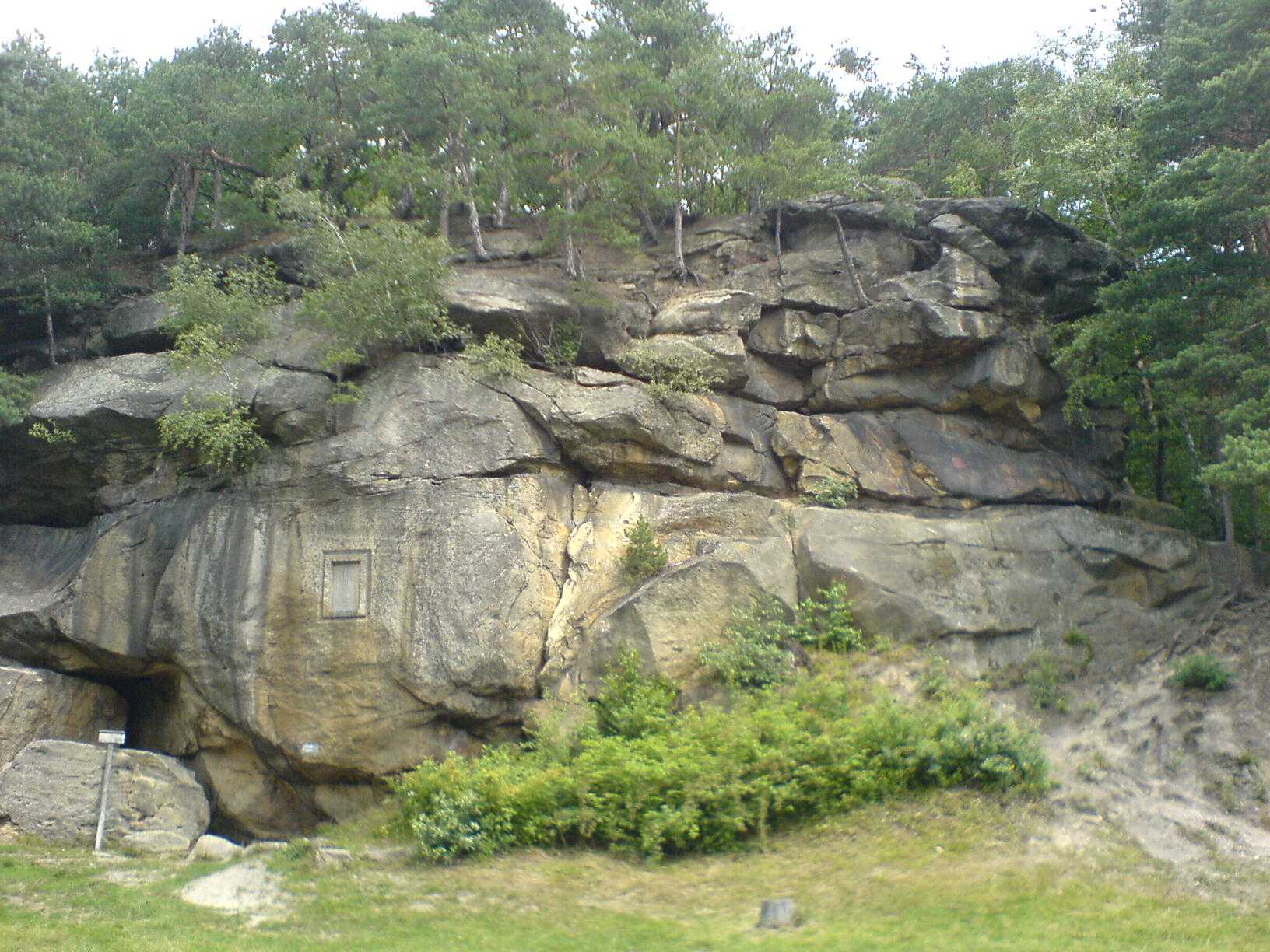
Rezerwat przyrody Skamieniałe Miasto

Na terenie województwa małopolskiego znajduje się 90 rezerwatów przyrody o łącznej powierzchni około 3777 ha (stan na 4 grudnia 2024).
- rezerwat przyrody Baniska
- rezerwat przyrody Barnowiec
- rezerwat przyrody Bembeńskie
- rezerwat przyrody Biała Góra
- rezerwat przyrody Biała Woda
- rezerwat przyrody Białowodzka Góra nad Dunajcem
- rezerwat przyrody Bielańskie Skałki
- rezerwat przyrody Bonarka
- rezerwat przyrody Bór na Czerwonem
- rezerwat przyrody Bukowica
- rezerwat przyrody Bukowiec
- rezerwat przyrody Cieszynianka
- rezerwat przyrody Cisy w Mogilnie
- rezerwat przyrody Cisy w Wyskitnej
- rezerwat przyrody Dąbie
- rezerwat przyrody Debrza
- rezerwat przyrody Dębina
- rezerwat przyrody Diable Skały
- rezerwat przyrody Długosz Królewski
- rezerwat przyrody Dolina Eliaszówki
- rezerwat przyrody Dolina Kluczwody
- rezerwat przyrody Dolina Mnikowska
- rezerwat przyrody Dolina Potoku Rudno
- rezerwat przyrody Dolina Racławki
- rezerwat przyrody Dolina Szklarki
- rezerwat przyrody Gibiel
- rezerwat przyrody Góra Stołowa im. Ryszarda Malika
- rezerwat przyrody Groty Kryształowe
- rezerwat przyrody Hajnik
- rezerwat przyrody Jaworzyna na Chełmie
- rezerwat przyrody Jelenia Góra
- rezerwat przyrody Kajasówka
- rezerwat przyrody Kamień-Grzyb
- rezerwat przyrody Kamionna
- rezerwat przyrody Kępie na Wyżynie Miechowskiej
- rezerwat przyrody Kłodne nad Dunajcem
- rezerwat przyrody Koło w Puszczy Niepołomickiej
- rezerwat przyrody Kornuty
- rezerwat przyrody Kostrza
- rezerwat przyrody Kozie Kąty
- rezerwat przyrody Kozie Żebro
- rezerwat przyrody Kwiatówka
- rezerwat przyrody Las Gościbia
- rezerwat przyrody Las Lipowy Obrożyska
- rezerwat przyrody Lasy Radłowskie
- rezerwat przyrody Lembarczek
- rezerwat przyrody Lipny Dół koło Książa Wielkiego
- rezerwat przyrody Lipowiec
- rezerwat przyrody Lipówka
- rezerwat przyrody Luboń Wielki
- rezerwat przyrody Łabowiec
- rezerwat przyrody Madohora
- rezerwat przyrody Markowiec-Gródek
- rezerwat przyrody Michałowiec
- rezerwat przyrody Modrzewie
- rezerwat przyrody Mogielica
- rezerwat przyrody Na Policy
- rezerwat na Policy im. prof. Zenona Klemensiewicza
- rezerwat przyrody Nad Kotelniczym Potokiem
- rezerwat przyrody Niebieska Dolina
- rezerwat przyrody Okopy Konfederackie
- rezerwat przyrody Opalonki
- rezerwat przyrody Ostra Góra
- rezerwat przyrody Panieńska Góra
- rezerwat przyrody Panieńskie Skały
- rezerwat przyrody Pazurek
- rezerwat przyrody Przeciszów
- rezerwat przyrody Przełom Białki pod Krempachami
- rezerwat przyrody Pusta Wielka
- rezerwat przyrody Skała Kmity
- rezerwat przyrody Skałka Rogoźnicka
- rezerwat przyrody Skałki Przegorzalskie
- rezerwat przyrody Skamieniałe Miasto
- rezerwat przyrody Skołczanka
- rezerwat przyrody Sterczów-Ścianka
- rezerwat przyrody Styr
- rezerwat przyrody Śnieżnica
- rezerwat przyrody Uhryń
- rezerwat przyrody Wały
- rezerwat przyrody Wąwóz Bolechowicki
- rezerwat przyrody Wąwóz Homole
- rezerwat przyrody Wierchomla
- rezerwat przyrody Wiślisko Kobyle
- rezerwat przyrody Wysokie Skałki
- rezerwat przyrody Zamczysko nad Rabą
- rezerwat przyrody Zaskalskie-Bodnarówka
- rezerwat przyrody Zimny Dół
- rezerwat przyrody Złota Góra
- rezerwat przyrody Żaki
- rezerwat przyrody Żebracze